# Se-sok O-gye
De Se-sok O-Gye, soms ook gewoon O-Gye, was de morele code van de hwarang uit het Silla dynastie. De code werd geformuleerd door de Boeddhistische monnik Won Gwang (원광: 圓光) nadat twee hwarang strijder, Gwisan (귀산,貴山) en Chwihang (취항, -項) hem gevraagd hadden om hun een richtlijn voor hun leven te geven.
Won Gwang stelde de volgende regels op:
Vijf regels voor seculier leven
- 사군이충 - 事君以忠 - Loyaliteit aan de koning
- 사친이효 - 事親以孝 - Zorg voor de ouders.
- 교우이신 - 交友以信 - Vertrouw gelijken
- 임전무퇴 - 臨戰無退 - Verdedig je tegen vijanden met moed.
- 살생유택 - 殺生有擇 - Neem niet iemands leven zinloos

Deze code wordt nog steeds gebruikt door beoefenaars van Koreaanse vechtkunsten, zij het soms in een aangepaste versie.